# (6921) Janejacobs
(6921) Janejacobs est un astéroïde de la ceinture principale.

## Description
(6921) Janejacobs est un astéroïde de la ceinture principale. Il fut découvert le 14 mai 1993 à Kushiro par Seiji Ueda et Hiroshi Kaneda. Il présente une orbite caractérisée par un demi-grand axe de 2,28 UA, une excentricité de 0,08 et une inclinaison de 5,3° par rapport à l'écliptique.

## Compléments